# Federazione pallavolistica del Madagascar
La Federazione malgascia di pallavolo (fra. Fédération Malagasy de Volleyball, FMV) è un'organizzazione fondata per governare la pratica della pallavolo in Madagascar.
Organizza il campionato maschile e femminile, e pone sotto la propria egida la nazionale maschile e femminile.
Ha aderito alla FIVB nel 1964.